# Hoge Poort (Lidzbark Warmiński)
De Hoge Poort is (Pools: Brama Wysoka) (Duits: Hohe Tor) is een stadspoort in de Poolse stad Lidzbark Warmiński (Duits:Heilsberg). De stad werd gesticht in 1241 door de Duitse Ordestaat bij een Kruisvaardersburght. De gotische poort is een voorbeeld van baksteengotiek en is gebouwd tussen 1466 en 1478. De poort maakte onderdeel uit van de stadsmuur van Lidzbark Warmiński. De stad beschikte over drie stadspoorten, deze poort is de enige die behouden is gebleven. De Hoge Poort bestaat uit vijf verdiepingen, heeft aan de voorzijde twee torens en lijkt enigszins op de Holstentor in de Duitse Hanzestad Lübeck.

## Afbeeldingen

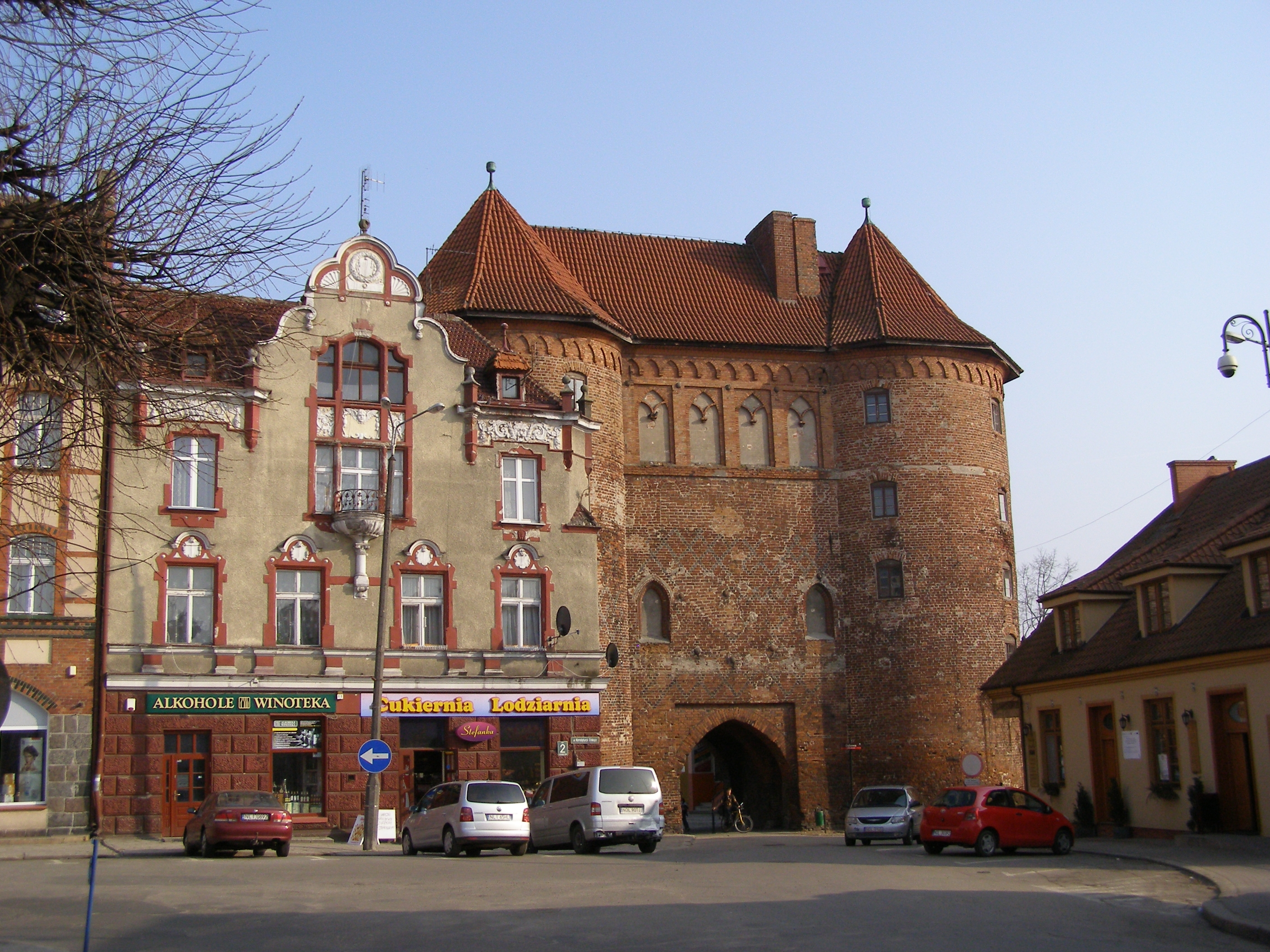
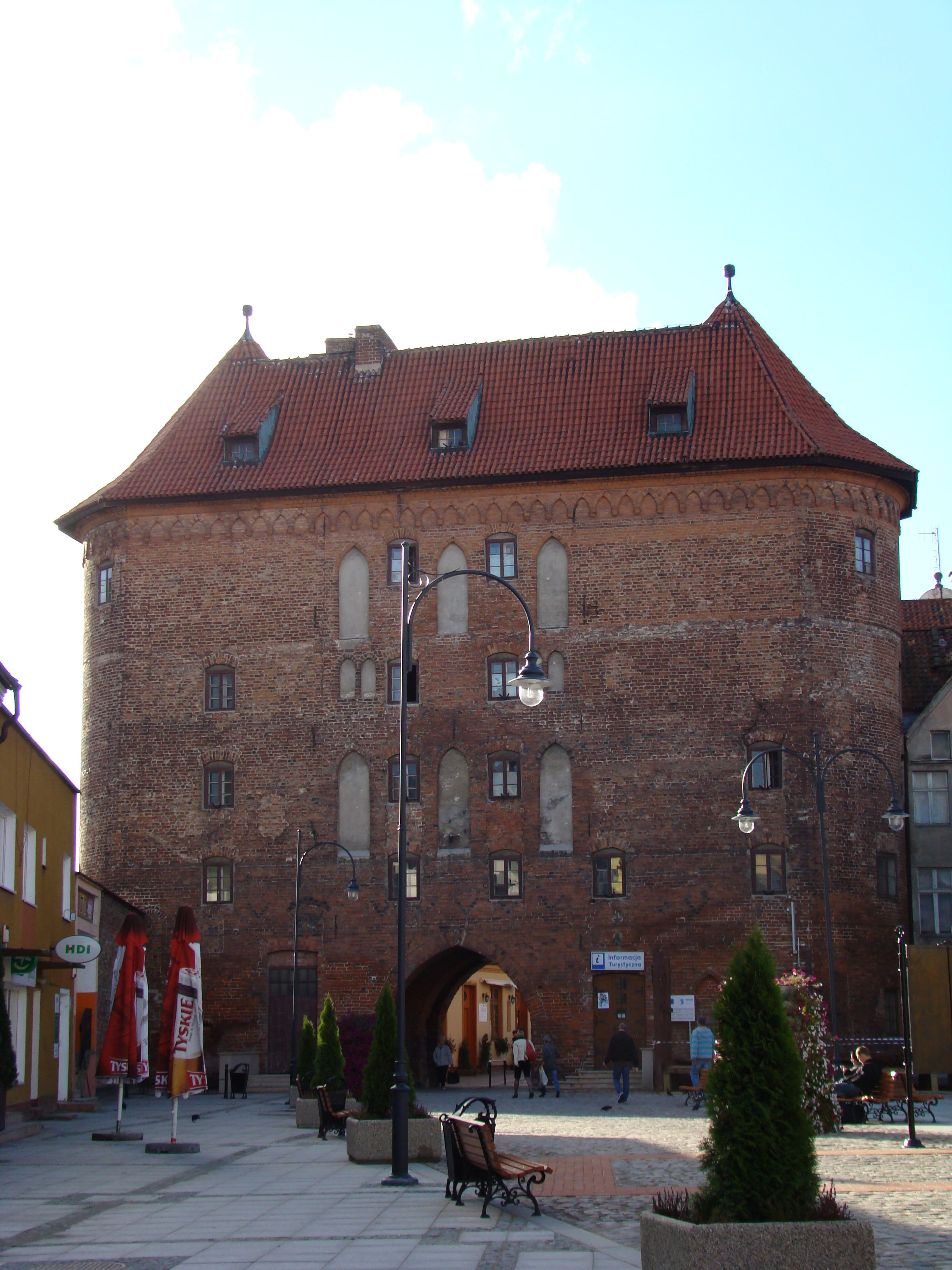
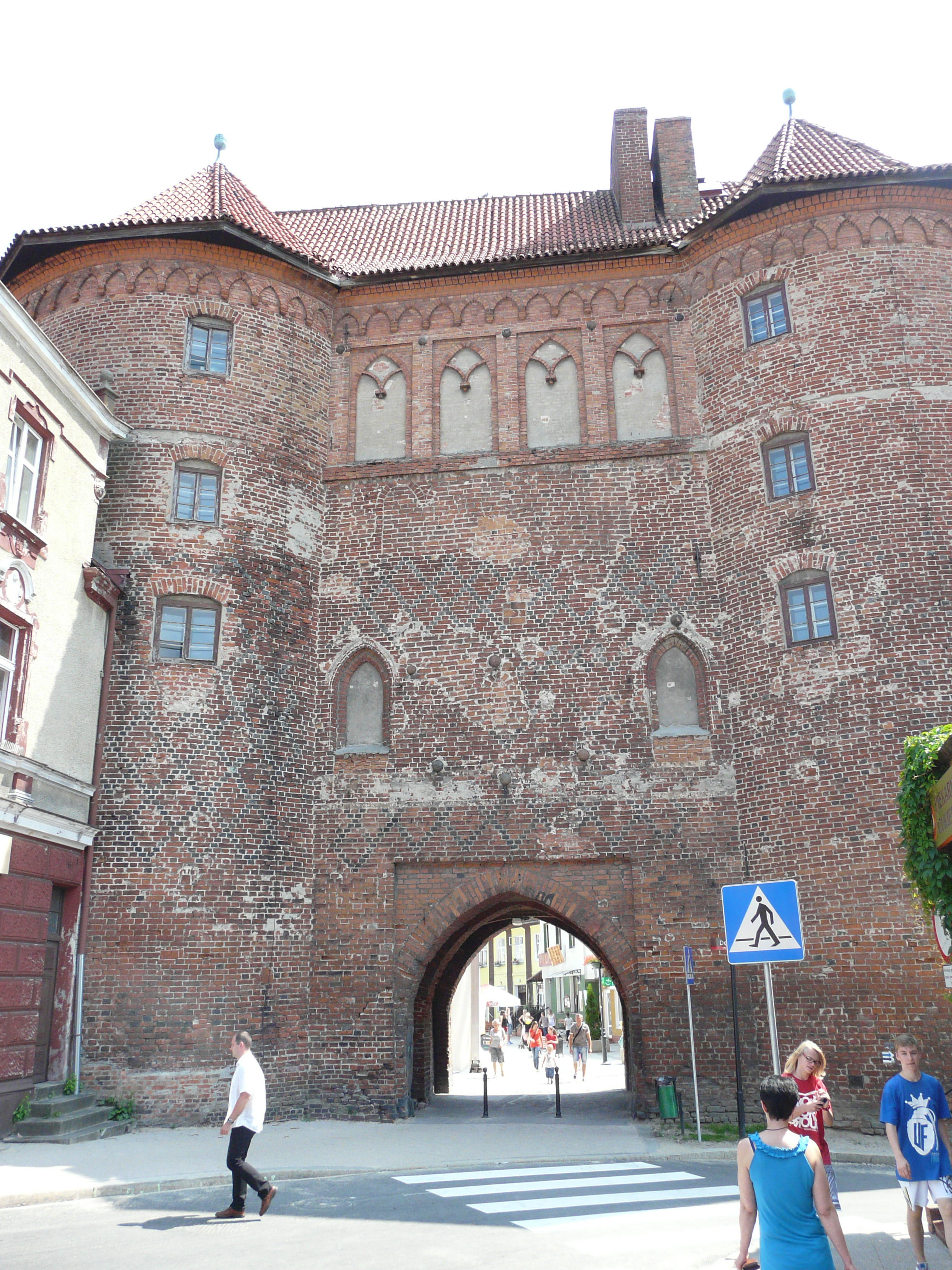